# Les Champeaux
Pour les articles homonymes, voir Champeaux.
Les Champeaux, parfois appelés Les Champeaux-en-Auge, sont une commune française, située dans le département de l'Orne en région Normandie, peuplée de 98 habitants (les Champeausiens).

## Géographie
| Le Renouard      | Crouttes      | Camembert |
| Écorches         | des Champeaux | Camembert |
| Neauphe-sur-Dive | Coudehard     | Camembert |

### Hydrographie
La commune est située dans le bassin Seine-Normandie. Elle est drainée par la Viette, le fossé 01 du Bocage, le fossé 01 du Val Rétou, le fossé 02 du Parquet, le fossé 02 du Ronceray, le ruisseau de Besion et le ruisseau du Moulin Neuf,.
La Viette, d'une longueur de 11 km, prend sa source dans la commune d'Écorches et se jette  dans la Vie en limite de Vimoutiers et de Guerquesalles, après avoir traversé cinq communes. 

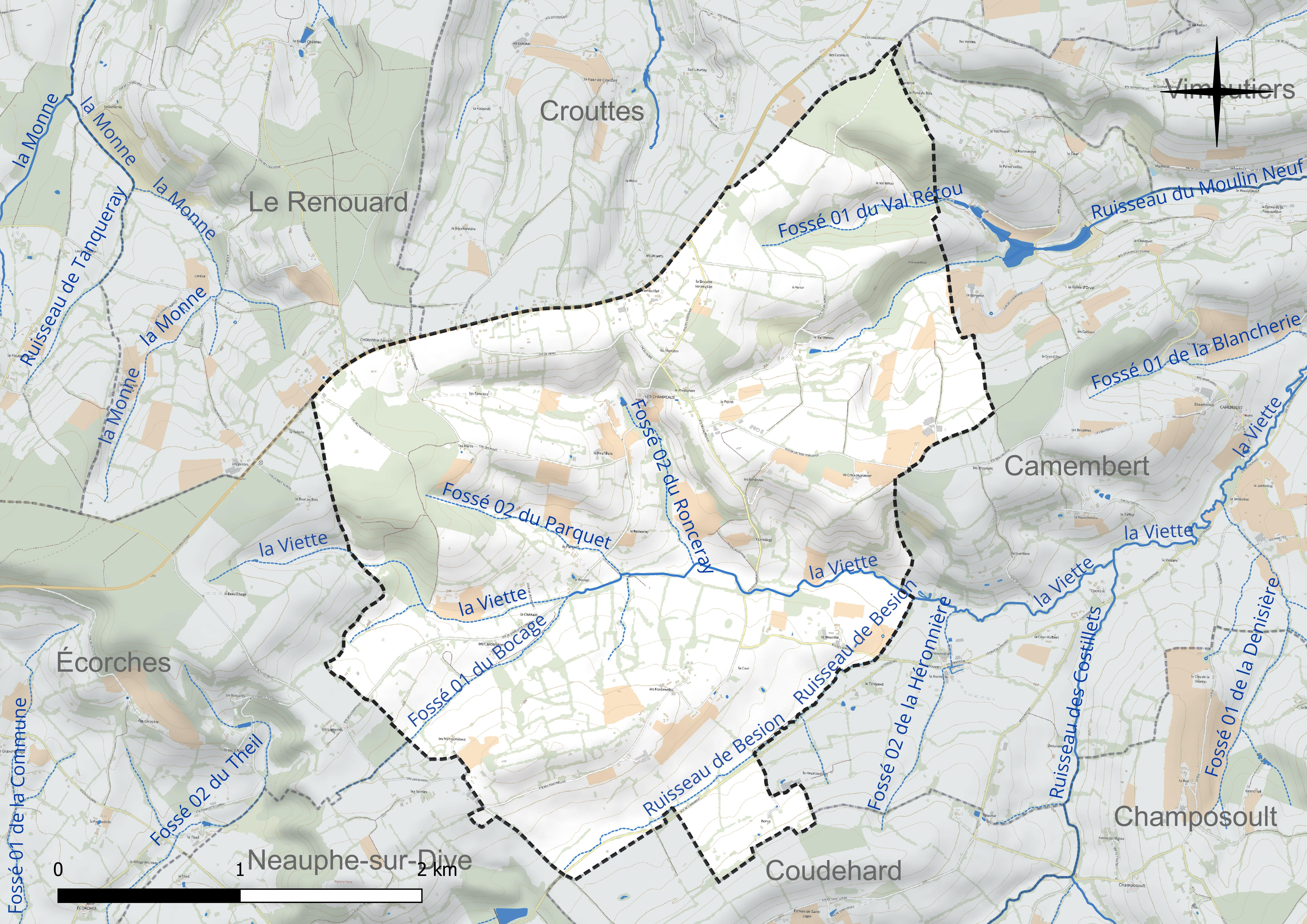
Réseau hydrographique des Champeaux.

### Climat
Le climat qui caractérise la commune est qualifié, en 2010, de « climat des marges montargnardes », selon la typologie des climats de la France qui compte alors huit grands types de climats en métropole. En 2020, la commune ressort du type « climat de montagne » dans la classification établie par Météo-France, qui ne compte désormais, en première approche, que cinq grands types de climats en métropole. Pour ce type de climat, la température décroît rapidement en fonction de l'altitude. On observe une nébulosité minimale en hiver et maximale en été. Les vents et les précipitations varient notablement selon le lieu.
Les paramètres climatiques qui ont permis d’établir la typologie de 2010 comportent six variables pour les températures et huit pour les précipitations, dont les valeurs correspondent à la normale 1971-2000. Les sept principales variables caractérisant la commune sont présentées dans l'encadré ci-après.
| Paramètres climatiques communaux sur la période 1971-2000 - Moyenne annuelle de température : 9,9 °C - Nombre de jours avec une température inférieure à −5 °C : 3,4 j - Nombre de jours avec une température supérieure à 30 °C : 1,3 j - Amplitude thermique annuelle : 13,8 °C - Cumuls annuels de précipitation : 818 mm - Nombre de jours de précipitation en janvier : 12,8 j - Nombre de jours de précipitation en juillet : 8,2 j |

Avec le changement climatique, ces variables ont évolué. Une étude réalisée en 2014 par la Direction générale de l'Énergie et du Climat complétée par des études régionales prévoit en effet que la  température moyenne devrait croître et la pluviométrie moyenne baisser, avec toutefois de fortes variations régionales. La station météorologique de Météo-France installée sur la commune et en service de 1978 à 2006 permet de connaître l'évolution des indicateurs météorologiques. Le tableau détaillé pour la période 1981-2010 est présenté ci-après.
| Mois                                  | jan.           | fév.           | mars        | avril           | mai             | juin           | jui.        | août           | sep.           | oct.          | nov.            | déc.           | année    |
| ------------------------------------- | -------------- | -------------- | ----------- | --------------- | --------------- | -------------- | ----------- | -------------- | -------------- | ------------- | --------------- | -------------- | -------- |
| Température minimale moyenne (°C)     | 0,9            | 0,8            | 3           | 4,3             | 7,7             | 10,4           | 12,5        | 12,7           | 10,4           | 7,8           | 3,9             | 1,7            | 6,4      |
| Température moyenne (°C)              | 3,7            | 3,9            | 6,8         | 8,7             | 12,4            | 15,4           | 17,6        | 17,7           | 14,8           | 11,3          | 6,8             | 4,4            | 10,3     |
| Température maximale moyenne (°C)     | 6,4            | 7,1            | 10,5        | 13              | 17,2            | 20,3           | 22,7        | 22,8           | 19,3           | 14,8          | 9,8             | 7              | 14,3     |
| Record de froid (°C) date du record   | −17 08.01.1985 | −14 08.02.1991 | −9 01.03.05 | −5,5 12.04.1986 | −1,5 03.05.1981 | 2,5 01.06.1989 | 5 03.07.04  | 5,5 29.08.1989 | 1,5 21.09.1986 | −4,5 24.10.03 | −7,5 20.11.1985 | −11 29.12.1996 | −17 1985 |
| Record de chaleur (°C) date du record | 14,5 27.01.03  | 17 20.02.1998  | 21 19.03.05 | 25 30.04.05     | 29 27.05.05     | 33 26.06.01    | 34 26.07.06 | 37 10.08.03    | 30,5 04.09.05  | 26 13.10.01   | 18,5 02.11.1982 | 16 01.12.00    | 37 2003  |
| Précipitations (mm)                   | 67,8           | 55,1           | 62,2        | 61,1            | 74,4            | 70,5           | 61,2        | 58             | 71,4           | 83,3          | 75              | 85,1           | 825,1    |

## Urbanisme

### Typologie
Au 1er janvier 2024, Les Champeaux sont catégorisés commune rurale à habitat très dispersé, selon la nouvelle grille communale de densité à sept niveaux définie par l'Insee en 2022.
Elle est située hors unité urbaine et hors attraction des villes,.

### Occupation des sols
L'occupation des sols de la commune, telle qu'elle ressort de la base de données européenne d’occupation biophysique des sols Corine Land Cover (CLC), est marquée par l'importance des territoires agricoles (93,3 % en 2018), une proportion identique à celle de 1990 (93,3 %). La répartition détaillée en 2018 est la suivante : 
prairies (81 %), terres arables (12,3 %), forêts (6,7 %). L'évolution de l’occupation des sols de la commune et de ses infrastructures peut être observée sur les différentes représentations cartographiques du territoire : la carte de Cassini (XVIIIe siècle), la carte d'état-major (1820-1866) et les cartes ou photos aériennes de l'IGN pour la période actuelle (1950 à aujourd'hui).

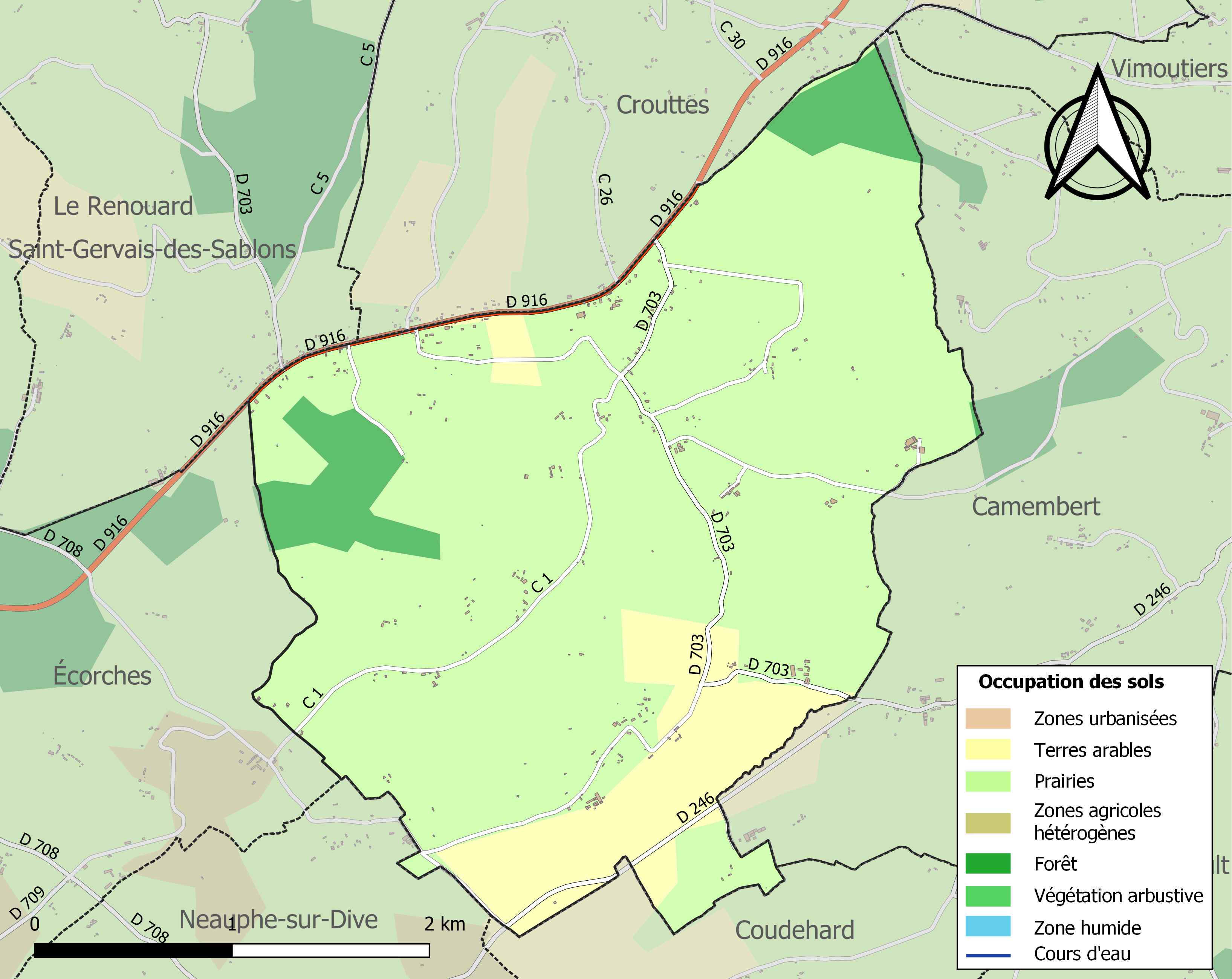
Carte des infrastructures et de l'occupation des sols de la commune en 2018 (CLC).

## Toponymie
Le nom de la localité est attesté sous la forme Ca[m]pellis vers 1350.
Le toponyme désigne en ancien français un petit terrain. Le substantif est issu du latin campus, « terrain ».

## Politique et administration
| Période                                  | Période | Identité            | Étiquette | Qualité             |
| ---------------------------------------- | ------- | ------------------- | --------- | ------------------- |
| avant 1981                               | ?       | Jean-Claude Delorme |           |                     |
| 1989                                     | 2020    | Jean Plumerand      | SE        | Exploitant agricole |
| Les données manquantes sont à compléter. |         |                     |           |                     |

Le conseil municipal est composé de onze membres dont le maire et deux adjoints.

## Démographie
L'évolution du nombre d'habitants est connue à travers les recensements de la population effectués dans la commune depuis 1793. Pour les communes de moins de 10 000 habitants, une enquête de recensement portant sur toute la population est réalisée tous les cinq ans, les populations de référence des années intermédiaires étant quant à elles estimées par interpolation ou extrapolation. Pour la commune, le premier recensement exhaustif entrant dans le cadre du nouveau dispositif a été réalisé en 2005.
En 2022, la commune comptait 98 habitants, en évolution de −17,65 % par rapport à 2016 (Orne : −3,21 %, France hors Mayotte : +2,11 %).Les Champeaux ont compté jusqu'à 493 habitants en 1841.
| 1793 | 1800 | 1806 | 1821 | 1836 | 1841 | 1846 | 1851 | 1856 |
| ---- | ---- | ---- | ---- | ---- | ---- | ---- | ---- | ---- |
| 231  | 323  | 360  | 307  | 340  | 493  | 471  | 454  | 427  |

| 1861 | 1866 | 1872 | 1876 | 1881 | 1886 | 1891 | 1896 | 1901 |
| ---- | ---- | ---- | ---- | ---- | ---- | ---- | ---- | ---- |
| 427  | 405  | 348  | 364  | 394  | 348  | 297  | 273  | 284  |

| 1906 | 1911 | 1921 | 1926 | 1931 | 1936 | 1946 | 1954 | 1962 |
| ---- | ---- | ---- | ---- | ---- | ---- | ---- | ---- | ---- |
| 293  | 266  | 220  | 233  | 200  | 203  | 189  | 212  | 211  |

| 1968 | 1975 | 1982 | 1990 | 1999 | 2005 | 2006 | 2010 | 2015 |
| ---- | ---- | ---- | ---- | ---- | ---- | ---- | ---- | ---- |
| 143  | 137  | 119  | 101  | 117  | 121  | 123  | 136  | 121  |

| 2020 | 2022 | - | - | - | - | - | - | - |
| ---- | ---- | - | - | - | - | - | - | - |
| 102  | 98   | - | - | - | - | - | - | - |

## Lieux et monuments
- La ferme du Ronceray, maison natale de Charlotte Corday, du XVIe siècle, est classée au titre des Monuments historiques depuis le 30 novembre 1989[30].
- Église Saint-Pierre du XVIIIe siècle. Un tableau de 1778 (La confrérie des pères du Saint Sacrement à la procession aux Champeaux) est classé à titre d'objet[31].

## Personnalités liées à la commune
- Charlotte Corday (1768-1793), la plus célèbre criminelle ornaise, vécut sa jeunesse à la ferme du Ronceray, jusqu'à l'âge de treize ans.